# Paul Cazalis de Fondouce
Paul Cazalis de Fondouce, né à Montpellier le 11 juin 1835, où il est mort le 10 avril 1931, est un ingénieur, géologue, préhistorien et anthropologue français. Il a découvert en 1869, avec Jules Ollier de Marichard, le mammouth de Durfort exposé au Muséum.

## Biographie
Paul Louis Cazalis de Fondouce naît à Montpellier le 11 juin 1835, dans une famille protestante, originaire de Villeveyrac, dans l'Hérault. Il obtient un diplôme d'ingénieur de l'c (Promotion 1857). Mais très tôt, il s'intéresse aux sciences de la Terre sous la direction de Marcel de Serres. Il est le premier à identifier le caractère volcanique du cratère d'Agde. En 1869, conjointement avec le préhistorien Jules Ollier de Marichard, il découvre, à Durfort (dans le Gard), le squelette complet d'un spécimen de mammouth méridional qui fut offert au Muséum national d'histoire naturelle de Paris et qui depuis 1898 est exposé à la galerie de paléontologie du Muséum. Du temps de Cazalis de Fondouce ce spécimen en particulier était encore appelé « l'éléphant de Durfort », ou aussi, « éléphant méridional ». À l'époque, le nom binomial de cette espèce était Elephas meridionalis, mais plus tard l'espèce fut rangée dans le genre Mammuthus (Mammuthus meridionalis). Il rejoint la Société d'anthropologie de Paris en 1865. 
Il est longtemps membre de la Société archéologique de Montpellier, dont il crée le musée archéologique, de l'Académie des sciences et lettres de Montpellier (section sciences) et du consistoire de l’Église réformée de Montpellier. Il est l'auteur d'une étude intitulée Les parpaillots, recherche sur l'origine de ce sobriquet donné aux réformés de France en 1860. 
Il épouse en 1860 Valérie Mazars de Mazarin, le couple a cinq enfants.
Paul Cazalis de Fondouce meurt le 10 avril 1931 à Montpellier. Il est inhumé au cimetière protestant.

## Publications
- Les Temps préhistoriques dans le département de l'Hérault, Montpellier, impr. de Firmin et Montane, 1922 lire en ligne sur Gallica
- Recherches sur la géologie de l'Égypte, d'après les travaux les plus récents, notamment ceux de M. Figari-Bey, et le canal maritime de Suez, Montpellier, C. Coulet, 1868 lire en ligne sur Gallica
- Des formations volcaniques du département de l'Hérault dans les environs d'Agde et de Montpellier, faisant suite aux observations sur les terrains pyroïdes du Salagou et de Neffiez, par Marcel de Serres et Cazalis de Fondouce, Paris, impr. de L. Martinet, 1862